# Manderlay
Manderlay este un film de avangardă din 2005 scris și regizat de Lars von Trier, prezentat în competiție la cel de-al 58-lea Festival de Film de la Cannes. Este al doilea episod al dilogiei SUA - Țara oportunităților, precedat în 2003 de Dogville.
Filmul este dedicat producătorului și actorului Humbert Balsan, care s-a sinucis la vârsta de 53 de ani din cauza depresiei, care a fost unul dintre coproducătorii lui Manderlay.

## Prezentare
1933. Filmul preia povestea lui Grace și a tatălui ei gangster după ce a ars orașul Dogville. În timpul absenței lor din Denver, alți gangsteri au preluat afacerea, așa că tatăl lui Grace și oamenii săi petrec toată iarna în căutarea unei zone noi în care să se stabilească, iar călătoria îi duce în Alabama, unde se opresc scurt în fața lor. la moșia Manderlay. Când sunt pe cale să plece, o femeie de culoare iese din poarta unei plantații de bumbac, spunând că în interior sunt pe cale să biciuiască un bărbat acuzat că a furat o sticlă de vin. Grace descoperă că sclavia există încă pe moșie, în ciuda a 70 de ani de la abolirea sa după Războiul Civil. Cu puțin timp înainte de a muri Mam, amanta lui Manderlay, o roagă pe Grace să ardă un caiet care conține Legea lui Mam, care conține un cod de conduită și o împărțire a sclavilor în funcție de personalitățile lor. Grace decide să rămână în Manderlay până când acum fostii sclavi vor primi prima recoltă; tatăl ei pleacă în schimb, lăsându-i câțiva bărbați, inclusiv un avocat.
Grace încearcă să-i aducă treptat pe locuitorii din Manderlay mai aproape de conceptele de democrație și auto-guvernare. Doar Timotei, sclavul pe care îl scăpase de biciuri și despre care se zvonea că ar fi de nobil, nu pare să aprecieze noua situație și nu împărtășește entuziasmul lui Grace. Acesta din urmă, însă, este atras de el, mergând chiar până la a avea fantezii sexuale despre el. Între timp, recolta este distrusă de o furtună de nisip, deoarece copacii înalți din grădina lui Mam au fost tăiați anterior prin ordinul lui Grace; nisipul pătrunde, de asemenea, în depozite și face inutilizabile aproape toate stocurile. Situația din Manderlay se înrăutățește considerabil, iar riscul foametei îi obligă pe locuitori să se hrănească pe uscat pentru a nu muri de foame. Situația se agravează atunci când micuța Claire, fiica foștilor sclavi Jack și Rose, este găsită moartă în patul ei: deși a primit singurele rații de carne, se pare că a murit de malnutriție. Se pare că bătrâna Wilma, de asemenea epuizată de foame, a furat rațiile pentru Claire în timpul nopții.
Comunitatea trebuie, conform regulilor introduse de Grace, să voteze pentru a decide cum să o pedepsească, nu numai pentru că vor să ispășească moartea Clairei, ci și pentru că se consideră victime care au fost private de rația alimentară suplimentară: majoritatea stipulează că Wilma trebuie să moară. Grace îl împiedică pe Jack să execute el însuși sentința, deoarece executarea ar fi un act de răzbunare și se duce la Wilma. Mincioasă, Grace o asigură pe bătrână că nu trebuie să moară și că ceilalți au spus că Claire oricum nu va lua nimic din acea farfurie și că va muri de pneumonie provocată de nisip, așa că dacă bebelușul va muri nu este vina ei. După ce Wilma adoarme, Grace o împușcă și apoi izbucnește în lacrimi.
După ce locuitorii din Manderlay, motivați de Timothy, reușesc să obțină și să vândă recolta la un preț bun, gangsterii lui Grace părăsesc Manderlay. După sărbători, Grace are o relație sexuală cu Timothy: fata i se pare ciudată și deloc erotică (diferită de ceea ce își imaginase pe baza stereotipurilor despre bărbăția neagră), iar la un moment dat în mintea ei actul se suprapune asupra violuri pe care le-a suferit la Dogville, șocând-o. A doua zi, Grace găsește proprietatea în haos: banii recoltei au dispărut și presupusul vinovat a fost ucis, la fel și Elizabeth. Pe scurt, se dovedește că, în schimb, Timothy a fost cel care a pariat banii și că el nu este deloc de acțiune nobilă (era o scuză pe care obișnuia să o ducă pe fete la culcare). Grace a văzut în el doar ceea ce voia să vadă: nu a citit cu atenție Legea lui Mam, de fapt a trecut cu vederea complet un avertisment despre caracterul lui Timothy.
Grace decide să părăsească Manderlay și să se întoarcă la tatăl ei. Înainte de a pleca, în timpul unei adunări cu foștii sclavi, Grace descoperă de la Wilhlem că Legea lui Mam a fost scrisă de el: el explică că el și Mam erau foarte tineri când s-a încheiat războiul și noua Constituție i-a speriat. Imaginându-și lumea în care s-ar găsi sclavii, s-au întrebat dacă sunt gata să o facă față sau dacă lumea este pregătită pentru ei: îndoiindu-se de cuvintele legiuitorilor, au decis să-și pună gândurile pe hârtie și să păstreze status quo-ul . Grace afirmă că este o continuare a sclaviei, dar potrivit lui Wilhelm este „cel mai mic dintre două rele” și explică efectele pozitive ale deciziei luate. Toți foștii sclavi știau despre asta. În plus, Wilhelm susține că America nu este la fel de pregătită pentru egalitate cu negrii ca acum 70 de ani, iar modul în care merg lucrurile nu va mai fi pentru mulți ani de acum încolo. Grace este forțată de ei să ia locul lui Mam, dar o contactează pe tatăl ei pentru a fi luată.
Timotei este legat pentru că a fost biciuit pentru că a irosit bani. Grace este dezgustată de comportamentul foștilor sclavi și renunță la biciuirea lui Timothy, dar când o provoacă, Grace devine alături de ea cu furie și începe să-l biciuiască. Tatăl lui Grace, care a sosit devreme (de fapt, foștii sclavi „votaseră” ora la o dezbatere, care nu coincide exact cu cea din afara Manderlay), observă biciul de departe și este mulțumit că fiica sa a arătat că ai situația în mână, spunând că este mândru de ea; întrucât, așa cum îi scrisese, nu ar fi așteptat mai mult de cincisprezece minute, îi lasă un bilet înainte de a pleca. Grace, după ce a citit nota, scapă de Manderlay și de statul Alabama.